# Kai Wessel
Kai Wessel (Amburgo, 19 settembre 1961) è un regista cinematografico, fotografo e regista televisivo tedesco . Dal 1988 ha diretto più di trenta film.

## Biografia
Nato ad Amburgo, ha mosso i primi passi nel cinema dapprima come autista e poi come fotografo, fino a diventare assistente alla regia per Ottokar Runze. Nel 1988 ha fatto il suo debutto come regista in Martha Jellneck,film premiato nel 1989 al Deutscher Filmpreis, e da allora ha costruito una solida carriera come regista cinematografico e televisivo. Tra gli altri suoi lavori: il film per ragazzi Die Spur der roten Fässer (1996), la commedia nazista Goebbels und Geduldig (2001) interpretato da Ulrich Mühe e Das jahr der ersten küsse (2002). Il suo film del 2009 Hilde, la biografia dell'attrice tedesca Hildegard Knef, ha ricevuto 4 nomination al Deutscher Filmpreis nel 2010, mentre Nebbia in agosto (2016) ha vinto diversi premi per la regia e il CGS Award al Giffoni Film Festival nel 2016.

## Filmografia

### Regista

#### Cinema
- Martha Jellneck (1988)
- Das Sommeralbum (1992)
- Die Spur der roten Fässer (1996)
- Goebbels und Geduldig (2001)
- Das Jahr der ersten Küsse (2002)
- Hilde (2009)
- Nebbia in agosto (Nebel im August) (2016)
- Cicero – documentario (2020)

#### Televisione
- Geboren 1999 – film TV (1992)
- Doppelter Einsatz – serie TV (1994)
- Um jeden Preis – film TV (1994)
- Ein letzter Wille – film TV (1994)
- Peter Strohm – serie TV, 2 episodi (1995)
- Alles außer Mord! – serie TV, 2 episodi (1995-1996)
- Beckmann und Markowski - Im Zwiespalt der Gefühle – film TV (1996)
- Kidnapping Mom & Dad – film TV (1998)
- Sperling – serie TV, 2 episodi (1997-1999)
- Klemperer - Ein Leben in Deutschland – serie TV, 5 episodi (1999)
- Mein Bruder, der Idiot – film TV (2000)
- Hat er Arbeit? – film TV (2001)
- Juls Freundin – film TV (2002)
- Leben wäre schön – film TV (2003)
- Polizeiruf 110 – serie TV, 1 episodio (2004)
- Feuer in der Nacht – film TV (2004)
- Bella Block – serie TV, 1 episodio (2005)
- Das Geheimnis im Moor – film TV (2006)
- Fuga per la salvezza (Die Flucht) – film TV (2007)
- Im Gehege – film TV (2008)
- Alles Liebe – film TV (2010)
- Es war einer von uns – film TV (2010)
- Mord in Ludwigslust – film TV (2012)
- Lena Fauch – serie TV, 1 episodio (2012)
- Zeit der Helden – serie TV, 9 episodi (2013)
- Frau Roggenschaubs Reise – film TV (2015)
- Pampa Blues – film TV (2015)
- Im Tunnel – film TV (2016)
- Aufbruch ins Ungewisse – film TV (2017)
- Die verlorene Tochter – miniserie TV, 6 episodi (2020)
- Spreewaldkrimi – serie TV, 4 episodi (2006-2021)

### Sceneggiatore
- Die Spur der roten Fässer, regia di Kai Wessel (1996)
- Alles Liebe, regia di Kai Wessel – film TV (2010)
- Cicero, regia di Kai Wessel – documentario (2020)

### Attore
- Der Lord von Barmbeck, regia di Ottokar Runze (1974)
- Das Messer im Rücken, regia di Ottokar Runze (1975)

## Premi
- Miglior regia per Nebbia in agosto, Bavarian Film Awards (2016)
- Miglior regia di un lungometraggio per Nebbia in agosto, German Directors Award Metropolis (2017)
- Primio speciale CGS AWARD "Percorsi Creativi 2016" e secondo posto come Miglior lungometraggio al Giffoni Film Festival per Nebbia in agosto (2016)[8]